# مايك ستيرن
مايك ستيرن (بالإنجليزية: Mike Stern) هو عازف قيثارة وملحن أمريكي، ولد في 10 يناير 1953 في بوسطن في الولايات المتحدة.

## وصلات خارجية
- الموقع الرسمي
- مايك ستيرن على موقع ميوزك برينز (الإنجليزية)
- مايك ستيرن على موقع أول ميوزيك (الإنجليزية)
- مايك ستيرن على موقع ديسكوغز (الإنجليزية)